# Albert Brycker
Carl Albert Brycker, född den 23 november 1883 i Uddevalla, död den 19 januari 1971 i Stockholm, var en svensk jurist och ämbetsman
Brycker avlade studentexamen i Göteborg 1905 och juris kandidatexamen i Lund 1909. Efter tingstjänstgöring blev han assessor i Skånska hovrätten 1915, tillförordnad revisionssekreterare 1917, fiskal 1919, hovrättsråd 1922 och revisionssekreterare 1925. Brycker var tillförordnad vattenrättsdomare i Västerbygdens vattendomstol 1930–1931 och häradshövding i Oppunda och Villåttinge domsaga 1930–1950. Han blev riddare av Nordstjärneorden 1925, kommendör av andra klassen av samma orden 1937 och kommendör av första klassen 1955. Brycker vilar på Solna kyrkogård.